# Ferdinand III av Kastilien
Ferdinand III av Kastilien, även kallad Ferdinand den helige, född 1199 i Zamora, död 30 maj 1252 i Sevilla, var en monark (kung) av Kastilien. Han vördas som helgon i Romersk-katolska kyrkan.

## Biografi
Ferdinand var son till Alfons IX av León och efterträdde 1217 sin moder  Berengaria I av Kastilien, som regent i Kastilien och 1230 sin fader som regent i León, som han omedelbart förenade med Kastilien till ett odelbart kungarike. Ferdinand besegrade morerna i slaget vid Jerez 1231, erövrade Córdoba 1236, Jaen 1246, Sevilla 1248, Cádiz 1250 och andra städer. Även det moriska riket Emiratet av Granada erkände Kastiliens överhöghet. Ferdinand instiftade flera biskopsdömen och grundade universitetet i Salamanca.
Ferdinand III helgonförklarades av påve Clemens X år 1671.